# Тайфун

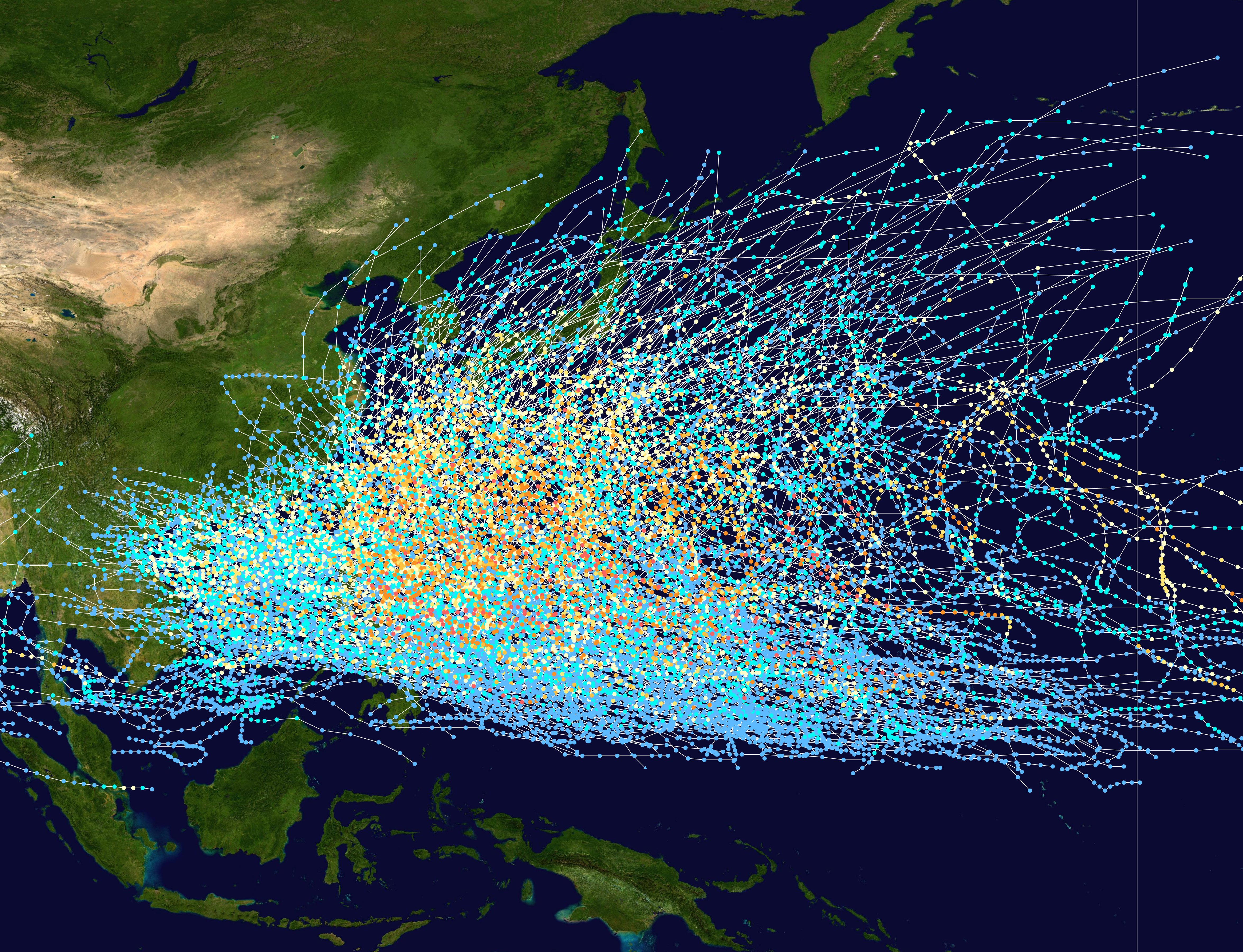
Сводная схема маршрутов тихоокеанских тайфунов в 1980—2005 гг.

Тайфу́н (от кит. трад. 颱風, упр. 台风, пиньинь táifēng, яп. 台風 (taifū) — «сильный ветер» или, через посредство англ.яз., от др.-греч. Τυφῶν — Тифон (мифическое чудовище, олицетворяющее бури и ветры)), уст. тифо́н — разновидность тропического циклона, которая типична для северо-западной части Тихого океана. В центральной части тайфунов наблюдается наибольшее снижение давления воздуха на поверхности моря, достигающее 650 мм рт. ст. (тайфун «Тип», 1979).
Зона активности тайфунов, на которую приходится третья часть общего числа тропических циклонов на Земле, заключена между побережьем Восточной Азии на западе, экватором на юге и линией перемены даты на востоке. Хотя большая часть тайфунов формируется с мая по ноябрь, другие месяцы от них также не свободны.
Особенно разрушительным был сезон тайфунов 1991 года, когда у побережья Японии буйствовало несколько тайфунов давлением 870—878 мбар.
К берегам российского Дальнего Востока тайфуны относит, как правило, после того, как их основной удар принимают на себя Корея, Япония и острова Рюкю. Наиболее подвержены тайфунам Курильские острова, Сахалин, Камчатский и Приморский край.

## Наиболее сильные тайфуны
| Дата                           | Район бедствия                                                                       | Тайфун             | Число погибших                  |
| ------------------------------ | ------------------------------------------------------------------------------------ | ------------------ | ------------------------------- |
| 18 сентября 1906               | Британский Гонконг                                                                   | Гонконгский тайфун | около 15 000                    |
| 13 ноября 1970                 | Восточный Пакистан, Индия                                                            | Бхола              | от 300 до 500 тысяч             |
| 2-8 августа 1981               | Япония, СССР (Сахалин, Курилы, Хабаровский и Приморский кр.), северо-восточный Китай | Филлис             | по СССР данные были засекречены |
| 2 сентября 1984                | Филиппины                                                                            | Айк                | 1363                            |
| 20 октября — 7 ноября 1995     | Филиппины                                                                            | Анджела (Росин)    | 936                             |
| 31 июля — 1 августа 1996       | Тайвань                                                                              | Херб               | 400                             |
| 2—3 ноября 1997                | Вьетнам, Таиланд                                                                     | Линда              | 3 500                           |
| 17 сентября — 23 октября 1998  | Филиппины                                                                            | Викки, Зеб, Бэбс   | >1 000                          |
| 10 — 15 декабря 1998           | центральный Вьетнам, Филиппины                                                       | Фэйт               | >45                             |
| 5 — 9 сентября 2005            | Япония                                                                               | Наби               | >20                             |
| 10 — 11 августа 2006           | Китай                                                                                | Саомай             | 134                             |
| 14 октября — 13 ноября 2007    | Вьетнам                                                                              | Лекима и др.       | 155                             |
| 7 августа — 10 августа 2009    | Филиппины, Тайвань, юго-восточное побережье Китая                                    | Моракот            | >700                            |
| 21 сентября — 24 сентября 2013 | Китай                                                                                | Усаги              | 50                              |
| 8 ноября 2013                  | Филиппины, Вьетнам, Китай                                                            | Хайян              | 5680                            |
| 12 октября 2019                | Япония                                                                               | Хагибис            | >79                             |